# Wapen van Oosthuizen

Het wapen van Oosthuizen

Het wapen van Oosthuizen stamt van 22 oktober 1817 en werd gebruikt tot 1 augustus 1970. Op die datum fuseerde de Nederlandse gemeente Oosthuizen met Beets, Middelie en Warder tot de gemeente Zeevang. Alle onderdelen van het wapen van Oosthuizen zijn na de fusie in het wapen van Zeevang opgenomen. De drie ruiten zijn aldaar weer verworden tot maliën.

## Geschiedenis

Het wapen in het wapen van de familie Van Bredehoff

Oosthuizen is mogelijk als heerlijkheid in de 13e eeuw ontstaan. In ieder geval wordt Gerrit van Heemskerk in 1292 als heer van Oosthuizen genoemd. De familie behoudt Oosthuizen als bezit tot 1475 en tussen 1475 en 1529 is Oosthuizen in bezit van Cornelis van Bergen. Deze heeft het grootste aandeel in het wapen van Oosthuizen. De bril en de rode punten zijn, mogelijk, afkomstig van het wapen van Cornels van Bergen. In dat geval worden de rode punten een sprekend element, zij stellen dan bergen voor.
De drie ruiten zijn afkomstig van het wapen van de familie Van Boutersem-Glymes, het zijn gestileerde maliën. In het wapen van Zeevang zijn de drie ruiten weer in maliën veranderd.
De burgemeester van de gemeente Oosthuizen heeft in 1815 een ander wapen aangevraagd. Het wapen zoals hiernaast afgebeeld zou in dat wapen als hartschild dienen. De rest van het wapen zou gevierendeeld zijn. In de delen I en IV (voor de kijker linksboven en rechtsonder) drie zwarte bomen op een zilveren veld, in de andere twee velden een zwarte dubbel gekanteelde dwarsbalk op een gouden veld.
Dit was een afgeleide van het wapen van de familie Van Bredehoff, die de heren van Oosthuizen waren van 1686 tot 1815. Zij hadden een wapen dat in tweeën was gedeeld, met als enige verschil dat deel I ook in tweeën was gedeeld, in het onderste deel stond een valk van natuurlijke kleur en de bomen waren gedefinieerd als populieren.
Op rouwborden in de kerk van Oosthuizen is het familiewapen gelijk aan het wapen dat de burgemeester van Oosthuizen in 1815 voorstelde.

## Blazoenering
De beschrijving van het wapen van Oosthuizen luidde als volgt:
Getierceerd; het eerste van lazuur met 3 zilveren ruiten, het tweede geëmancheerd van zilver en keel, en het derde van sinopel, beladen met een in goud gevatte bril met een glas, zijnde het tweede er los beneden.
Getierceerd betekent dat het wapen in drieën is gedeeld, in het geval van het wapen van Oosthuizen horizontaal. Het bovenste is blauw van kleur met drie zilveren ruiten erop. Het middelste heeft afwisselend zilveren en roden driehoeken. Het derde deel is groen met daarop een gouden bril met slechts een glas, het tweede ligt er los onder. De glazen zijn zilver van kleur.

### Wapenstier
Het wapen van Oosthuizen was een van de wapens waar de wapenstier van Monnickendam een rol in speelde. Deze stier heeft de wapens van Monnickendam, Edam, Middelie, Oosthuizen en Hoorn beïnvloed.
In het geval van Oosthuizen gaat het verhaal dat een oud vrouwtje de stier niet op tijd zag komen aanrennen, hij stootte haar omver waardoor haar bril afviel. Bij het oprapen bleek een van haar glazen uit het montuur te zijn gevallen.
Een andere mogelijkheid is dat de bril afkomstig is van het wapen van Cornelis van Bergen. Hij zou tijdens een veldslag zijn oog zijn verloren en daarom een bril in zijn persoonlijke wapen hebben opgenomen. Het enige verschil met zijn persoonlijke wapen is dan dat die bril beide glazen bevatte, terwijl op dat van Oosthuizen er een ontbreekt.
Een van beide gebeurtenissen is opgenomen in het wapen van Oosthuizen en later is dit over gegaan naar het wapen van de gemeente Zeevang.
Abbekerk
· Akersloot
· Andijk
· Ankeveen
· Anna Paulowna
· Assendelft
· Avenhorn
· Barsingerhorn
· Beemster
· Beets
· Bennebroek
· Berkenrode
· Berkhout
· Bijlmermeer
· Blokker
· Bovenkarspel
· Broek in Waterland
· Broek op Langedijk
· Buiksloot
· Bussum
· Callantsoog
· De Rijp
· Egmond
· Egmond aan Zee
· Egmond-Binnen
· Graft
·  Graft-De Rijp
· 's-Graveland
· Groet
· Grootebroek
· Grosthuizen
· Haarlemmerliede
· Haarlemmerliede en Spaarnwoude
· Harenkarspel
· Heerhugowaard
· Hensbroek
· Hoogkarspel
· Hoogwoud
· Ilpendam
· Jisp
· Kalslagen
· Katwoude
· Koedijk
· Koog aan de Zaan
· Kortenhoef
· Krommenie
· Kwadijk
· Langedijk
· Leimuiden
· Limmen
· Marken
· Middelie
· Midwoud
· Monnickendam
· Muiden
· Naarden
· Nederhorst den Berg
· Nibbixwoud
· Niedorp
· Nieuwe Niedorp
· Nieuwendam
· Nieuwer-Amstel
· Noord-Scharwoude
· Noorder-Koggenland
· Obdam
· Oosthuizen
· Opperdoes
· Oterleek
· Oude Niedorp
· Oudendijk
· Oudkarspel
· Oudorp
· Petten
· Ransdorp
· Schardam
· Scharwoude
· Schellingwoude
· Schellinkhout
· Schermer
· Schermerhorn
· Schoorl
· Schoten
· Sijbekarspel
· Sint Maarten
· Sint Pancras
· Sloten
· Spaarndam
· Spaarnwoude
· Spanbroek
· Twisk
· Urk
· Ursem
· Veenhuizen
· Venhuizen
· Warder
· Warmenhuizen
· Waverveen
· Weesp
· Weesperkarspel
· Wervershoof
· Wester-Koggenland
· Westwoud
· Westzaan
· Wieringen
· Wieringermeer
· Wieringerwaard
· Wijdenes
. Wijdewormer
. Wijk aan Zee en Duin
· Wimmenum
· Winkel
· Wognum
· Wormer
· Wormerveer
· Zaandam
· Zaandijk
· Zeevang
· Zijpe
· Zuid-Scharwoude
· Zuid- en Noord-Schermer
· Zwaag

Dorpswapens:
Hauwert
· Volendam
· Zwaagdijk-West